# Maria Krauskopf
Maria Krauskopf (geboren 21. Juni 1875 in Frankfurt am Main; gestorben 17. Januar 1958 in Stuttgart-Bad Cannstatt) war eine deutsche Malerin, Grafikerin und Glasmalerin.

## Leben

### Jugend und Ausbildung
Maria Krauskopf wurde am 21. Juni 1875 als zweites Kind des Kaufmanns Heinrich Martin Krauskopf aus Gießen und seiner Ehefrau Louise Dorothee geb. Kichler in Frankfurt am Main geboren. 1878 zog die dreijährige Maria mit ihrer Familie nach Stuttgart.
Von 1891 bis 1893 nahm Krauskopf Privatunterricht bei der Malerin Emilie Weisser. 1892 besuchte sie zusätzlich die Kunstgewerbeschule Stuttgart. Sie nahm anschließend zwei Jahre Unterricht an der Malerinnenschule Karlsruhe bei Caspar Ritter und Georg Tyrahn. Schließlich wechselte sie an die Damenakademie des Münchner Künstlerinnenvereins, nahm dort Unterricht bei Friedrich Fehr und besuchte die Aktklasse bei Ludwig Schmid-Reutte. Zurück in Stuttgart hörte sie Vorträge von Adolf Hölzel und machte Kompositionsübungen unter Anleitung von August Ludwig Schmitt.
Krauskopf unternahm zahlreiche Studienreisen in die Schweiz und war befreundet mit der Ruth Dolmetsch und ihrer Familie.

### Künstlerin
Krauskopf schuf als Malerin vor allem figürliche Kompositionen, Landschaften und Porträts. Sie arbeitete als Grafikerin und Glasmalerin. Krauskopf war seit 1898 Mitglied im Württembergischen Malerinnenverein (WMV) und von 1945 bis zu ihrem Tod Mitglied in der Nachfolgeorganisation, dem Bund Bildender Künstlerinnen Württemberg (BBK/W). Von 1915 bis 1927 war sie Mitglied des Frauenkunstverbandes. Auch im Verband Bildender Künstler Württemberg (VBKW) war sie Mitglied.
Unterstützt durch die Künstlervereine konnte Krauskopf mit eigenen Werken an zahlreichen Ausstellungen in Stuttgart und München teilnehmen. Der größte Teil von Krauskopfs Werk wurde jedoch während des Zweiten Weltkriegs zerstört.
Unmittelbar nach der Gründung rief der BBK/W noch im November 1945 einen Wettbewerb zum Thema „Kriegseindrücke“ aus, wobei sich Ilse Beate Jäkel und Maria Krauskopf den ersten Preis teilten.

## Ausstellungen (Auswahl)
Krauskopf beteiligte sich mit eigenen Werken unter anderem an folgenden Ausstellungen:
- 1899: Ausstellung des WMV im Museum der Bildenden Künste Stuttgart
- 1905: Internationale Malerinnenausstellung
- 1914, 1919: Ausstellung des WMV in der Atelierhaus-Galerie, Stuttgart
- 1915, 1920, 1924: Ausstellung des Frauenkunstverbandes im Gebäude des Württembergischen Kunstvereins Stuttgart
- 1917, 1920: Ausstellungen im Württembergischen Kunstverein Stuttgart
- 1927: Jubiläumsausstellung des Württembergischen Kunstvereins Stuttgart
- 1927: Ausstellung mit der GEDOK, Stuttgart
- 1937: Ausstellung im Glaspalast München
- 1955: Ausstellung mit Emma Bechtle-Kappis und Elise Daimler im BBK/W, Stuttgart[8]

## Werke (Auswahl)
Der größte Teil von Krauskopfs Werk wurde im Zweiten Weltkrieg zerstört. Einige wenige Werke sind in öffentlichen Einrichtungen vorhanden.
Galerie der Stadt Stuttgart, heute Kunstmuseum Stuttgart:
- Kircheninneres, Öl auf Pappe, ohne Jahr.

Kunstsammlung des Bundes Bildender Künstlerinnen Württembergs:
- Gebirgstal, Öl auf Hartfaserplatte, ohne Jahr.

Folgende Ölgemälde waren auf Ausstellungen vertreten, deren Verbleib ist jedoch unbekannt: Alte Frau (Studienkopf), Porträt, Mädchenkopf wurden 1899 im Museum der Bildenden Künste Stuttgart ausgestellt. Ein bisher unbekanntes Ölgemälde stellte der MVW im Weißen Saal des Oberen Museums aus. Auch die Kohlezeichnung Kleines Mädchen, die Pastellzeichnung Weibliches Bildnis und das Bild Abendrot, die 1924 auf einer Ausstellung des Frauenkunstverbandes zu sehen waren, sind verschollen.